# نیک زانو
نیکلاس زانو (به انگلیسی: Nicholas Zano) (زاده ۸ مارس ۱۹۷۸) بازیگر و تهیه‌کننده تلویزیونی آمریکایی است. او بیشتر به خاطر بازی در نقش «وینس» در مجموعه تلویزیونی کمدی موقعیت این رفتارت را دوست دارم، ساخت شبکه تلویزیونی برادران وارنر شناخته می‌شود.
از فیلم‌های معروف او می‌توان به بازی در فیلم مقصد نهایی ۴ و همچنین سریال افسانه‌های فردا و پایان خوش اشاره کرد.